# 人間不平等起源論

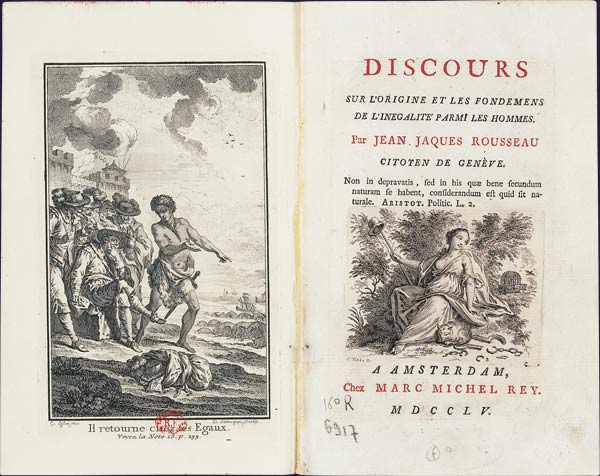
口絵とタイトルページ

『人間不平等起源論』（にんげんふびょうどうきげんろん）は、1755年にフランスで発表された、哲学者ジャン・ジャック・ルソーによる政治哲学の古典的著作であり、人間の不平等についての論文である。正式名称は『人間の間の不平等の起源と基盤についての論述 (ディスクール)』（仏: Discours sur l'origine et les fondements de l'inégalité parmi les hommes）である。
人間の間の不平等は、「自然状態」の産物ではなく、「社会状態」の産物であり、自然法の要請に従って、その社会的不平等は（不平等がほとんど存在しなかった「自然状態」の水準程度へと）是正されなくてはならないという主張が論述されており、同時期に書かれた『政治経済論』と共に、後の『社会契約論』へと結実する内容の作品となっている。

## 経緯
ルソーは1750年に『学問芸術論』でディジョンのアカデミー懸賞論文に当選し、大きな反響を巻き起こした。ルソーはその後数年に渡って、論争に巻き込まれながら思想を発展・洗練させていったが、そんな最中の1753年11月、ディジョンのアカデミーが、「人々の間における不平等の起源は何か、そしてそれは自然法によって是認されるか」という論題で再び懸賞論文の募集を行った。
本作はその応募論文として書かれたものであり、翌1754年に落選が発表されて後、祖国ジュネーヴ共和国への献辞を添えて出版することになり、1755年5月に出版された。

## 構成
- (献辞)
- 序文
- 第1部（自然状態）
- 第2部（社会状態）

第1部では不平等がほとんど存在しなかった未開で原始的な人間の自然状態が描かれ、第2部では社会の形成・高度化に伴って、不平等が形成されていく様が描かれる。
第2部の社会状態の発達は、大きく分けて、
1. 遊牧段階 --- 協同の開始。過渡的段階。
2. 狩猟・採集・定住段階 --- 社会・不平等の始まり。
3. 農耕・冶金段階 --- 私有・分業・余剰・蓄積・貨幣による格差の深化。
4. 専制段階 --- 不平等の極致。富者と貧者の対立を含む戦争状態。

の4段階に分けて説明される。
そして結論として、自然法の要請に基づいて、こうした社会的不平等は是正されなくてはならないと主張される。

## 内容
ルソーは、本書において人間の社会における不平等の起源を探り、自然状態とは何か、自然人（野生の人）とはどのようなものかについて論じた上で、その不平等は自然法によって許容できるものかについて論じている。
元来人間は自然状態においては言語、教育、階層は何もなかったために不平等は存在しなかった。しかし人間が改善能力を発揮し、相互に協力するような理性を獲得すると社会に不平等な階層が生じるようになった。なぜなら人間が法律や所有権の制度を発明、導入することによって家族、農業の実現による不平等が発展することになる。また為政者の職業が確立させると不平等は固定化され、為政者は武装しながら社会制度や法制度を整備することで被治者を組織的に支配する専制的権力を準備する。
このように社会制度が整備されると自然状態で感じていた不便よりも大きい不便を感じるようになる。不平等とは人間にとって自然な結果である。しかし法律によって人為的に許容される不平等が自然な不平等よりも大きいならばそれは容認できない。なぜならそれは不自然な不平等であり、自然法に反するものであるからである。

## 日本語訳
- 本田喜代治・平岡昇訳 『人間不平等起源論』 岩波文庫、1972年
- 小林善彦訳 『人間不平等起源論　社会契約論』 中央公論新社：中公クラシックス、2005年。後者は井上幸治訳
  - 元版は『世界の名著30 ルソー』に収録。中央公論社、1966年
- 原好男訳 『人間不平等起源論』 白水社「ルソー全集（4）」収録、1978年
  - 新版は「ルソー選集」、「起源　ルソー・コレクション」に収録。白水社
- 中山元訳 『人間不平等起源論』 光文社古典新訳文庫、2008年
- 坂倉裕治訳 『人間不平等起源論　付「戦争法原理」』 講談社学術文庫、2016年